# Rubén Bilbao Barruetabeña
Rubén Bilbao Barruetabeña (Ondarroa, 3 d'agost de 1962) és un exfutbolista basc, que ocupava la posició de defensa.

## Trajectòria
Sorgeix de les categories inferiors de l'Athletic Club. El 1980 arriba al Bilbao Athletic i a la 83/84, després de passar pel Zamora CF, hi debuta amb el primer equip, en un encontre de la Supercopa i un altre de Lliga.
No té continuïtat al club de San Mamés, i a l'estiu de 1984 fitxa pel Racing de Santander, amb qui es consolida a primera divisió, tot jugant 62 partits en dues campanyes. La temporada 86/87 recala a l'Atlètic de Madrid, on serà suplent.
Després d'un any al Real Valladolid CF, de cara a la campanya 88/89 s'incorpora al Reial Betis. Eixa temporada l'equip andalús baixa a Segona Divisió, categoria en la qual només hi roman un any abans de recuperar-ne la màxima divisió. En els tres anys que el defensa milita al Betis, la seua aportació minva fins als 12 partits de la temporada 90/91, que finalitza en un nou descens.
A partir de 1991, la carrera del basc continua a la Segona B: Real Ávila (91/92) i CP Cacereño, on es retira el 1994.
En total, va sumar 138 partits i 4 gols a primera divisió.